# Puchar Świata w narciarstwie dowolnym 1981/1982
Puchar Świata w narciarstwie dowolnym 1981/1982 rozpoczął się 2 stycznia 1982 w amerykańskim Snowqualmie, a zakończył 26 marca 1982 we francuskim Tignes. Była to trzecia edycja Pucharu Świata w narciarstwie dowolnym. Puchar Świata rozegrany został w 6 krajach i 9 miastach na 2 kontynentach. Najwięcej zawodów odbyło się w kanadyjskim Mont-Sainte-Anne, po 6 dla mężczyzn i kobiet.
Obrońcą Pucharu Świata wśród mężczyzn był Amerykanin Frank Beddor, a wśród kobiet Kanadyjka Marie-Claude Asselin. W tym sezonie zarówno Beddor jak i Asselin obronili tytuły wywalczone w poprzedniej edycji Pucharu Świata.

## Konkurencje
- AE = skoki akrobatyczne
- MO = jazda po muldach
- BA = balet narciarski
- KB = kombinacja

## Mężczyźni

### Kalendarz i wyniki
| Lp  | Data             | Miejsce          | Konkurencja | Zwycięzca       | 2. miejsce        | 3. miejsce        |
| 1.  | 2 stycznia 1982  | Snowqualmie      | MO          | Nano Pourtier   | Frank Beddor      | Tom Bell          |
| 2.  | 3 stycznia 1982  | Snowqualmie      | BA          | Bruce Bolesky   | Frank Beddor      | Daniel Côté       |
| 3.  | 8 stycznia 1982  | Blackcomb        | MO          | Nano Pourtier   | Mauro Mottini     | Frank Beddor      |
| 4.  | 9 stycznia 1982  | Blackcomb        | BA          | Ian Edmondson   | Bruce Bolesky     | Daniel Côté       |
| 5.  | 10 stycznia 1982 | Blackcomb        | AE          | Jean-Marc Rozon | Jean Corriveau    | Rick Bowie        |
| 6.  | 10 stycznia 1982 | Blackcomb        | KB          | Rick Bowie      | Frank Beddor      | Bruce Bolesky     |
| 7.  | 16 stycznia 1982 | Calgary          | BA          | Ian Edmondson   | Bruce Bolesky     | Frank Beddor      |
| 8.  | 17 stycznia 1982 | Calgary          | AE          | Mike Nemesvary  | Craig Clow        | Frank Beddor      |
| 9.  | 22 stycznia 1982 | Angel Fire       | BA          | Ian Edmondson   | Frank Beddor      | Peter Judge       |
| 10. | 23 stycznia 1982 | Angel Fire       | MO          | Nano Pourtier   | Bill Keenan       | Stuart O'Brein    |
| 11. | 26 stycznia 1982 | Poconos          | BA          | Brak danych     | Brak danych       | Daniel Côté       |
| 12. | 29 stycznia 1982 | Sugarbush        | MO          | Bill Keenan     | Nano Pourtier     | Stefan Engström   |
| 13. | 31 stycznia 1982 | Morin Heights    | AE          | Jean Corriveau  | Craig Clow        | Mike Nemesvary    |
| 14. | 31 stycznia 1982 | Morin Heights    | KB          | Frank Beddor    | Peter Judge       | Rick Bowie        |
| 15. | 4 lutego 1982    | Mont-Sainte-Anne | MO          | Nano Pourtier   | George Baetz      | Brak danych       |
| 16. | 4 lutego 1982    | Mont-Sainte-Anne | KB          | Frank Beddor    | Bruce Bolesky     | Rick Bowie        |
| 17. | 5 lutego 1982    | Mont-Sainte-Anne | MO          | Frank Beddor    | Nano Pourtier     | Stefan Engström   |
| 18. | 6 lutego 1982    | Mont-Sainte-Anne | BA          | Ian Edmondson   | Brak danych       | Daniel Côté       |
| 19. | 7 lutego 1982    | Mont-Sainte-Anne | AE          | Jean Corriveau  | Dominique LaRoche | Yves LaRoche      |
| 20. | 7 lutego 1982    | Mont-Sainte-Anne | KB          | Peter Judge     | Frank Beddor      | Rick Bowie        |
| 21. | 26 lutego 1982   | Sella Nevea      | MO          | Stefan Engström | Frank Beddor      | Bruce Bolesky     |
| 22. | 27 lutego 1982   | Sella Nevea      | BA          | Brak danych     | Ian Edmondson     | Brak danych       |
| 23. | 28 lutego 1982   | Sella Nevea      | AE          | Jean Corriveau  | Mike Nemesvary    | Craig Clow        |
| 24. | 28 lutego 1982   | Sella Nevea      | KB          | Frank Beddor    | Bruce Bolesky     | Peter Judge       |
| 25. | 5 marca 1982     | Adelboden        | MO          | Nano Pourtier   | Bruce Bolesky     | Frank Beddor      |
| 26. | 6 marca 1982     | Adelboden        | BA          | Brak danych     | Ian Edmondson     | Brak danych       |
| 27. | 7 marca 1982     | Adelboden        | AE          | Sandro Wirth    | Jean-Marc Rozon   | Dominique LaRoche |
| 28. | 7 marca 1982     | Adelboden        | KB          | Frank Beddor    | Bruce Bolesky     | Peter Judge       |
| 29. | 12 marca 1982    | Livigno          | AE          | Mike Nemesvary  | Jean-Marc Rozon   | Yves LaRoche      |
| 30. | 13 marca 1982    | Livigno          | BA          | Ian Edmondson   | Brak danych       | Brak danych       |
| 31. | 14 marca 1982    | Livigno          | MO          | Bill Keenan     | Peter Judge       | Andrea Schenk     |
| 32. | 14 marca 1982    | Livigno          | KB          | Peter Judge     | Alain LaRoche     | Dominique LaRoche |
| 33. | 20 marca 1982    | Oberjoch         | BA          | Brak danych     | Ian Edmondson     | Brak danych       |
| 34. | 21 marca 1982    | Oberjoch         | NO          | Philippe Deiber | Frank Beddor      | Jean Dutruilh     |
| 35. | 21 marca 1982    | Oberjoch         | AE          | Jean Corriveau  | Craig Clow        | Dominique LaRoche |
| 36. | 21 marca 1982    | Oberjoch         | KB          | Frank Beddor    | Alain LaRoche     | Bruce Bolesky     |
| 37. | 24 marca 1982    | Tignes           | MO          | Jean Dutruilh   | Philippe Bron     | Hans Schenk       |
| 38. | 25 marca 1982    | Tignes           | BA          | Ian Edmondson   | Daniel Côté       | Brak danych       |
| 39. | 26 marca 1982    | Tignes           | AE          | Craig Clow      | Sandro Wirth      | Dominique LaRoche |
| 40. | 26 marca 1982    | Tignes           | KB          | Frank Beddor    | Peter Judge       | Alain LaRoche     |

### Klasyfikacje
| Lp. | Zawodnik          | Punkty |
| --- | ----------------- | ------ |
| 1.  | Frank Beddor      | 476    |
| 2.  | Peter Judge       | 411    |
| 3.  | Bruce Bolesky     | 360    |
| 4.  | Alain LaRoche     | 332    |
| 5.  | Mike Nemesvary    | 275    |
| 6.  | Rick Bowie        | 249    |
| 7.  | Dominique LaRoche | 243    |
| 8.  | Paul Rosenberg    | 208    |
| 9.  | Keith Reid        | 206    |
| 10. | Jim Eddy          | 205    |

| Lp. | Zawodnik          | Punkty |
| --- | ----------------- | ------ |
| 1.  | Craig Clow        | 142    |
| 2.  | Jean Corriveau    | 140    |
| 3.  | Mike Nemesvary    | 139    |
| 4.  | Jean-Marc Rozon   | 135    |
| 5.  | Sandro Wirth      | 134    |
| 6.  | Dominique LaRoche | 133    |
| 7.  | Alain LaRoche     | 129    |
| 8.  | Wayne Hilterbrand | 116    |
| 9.  | Frank Beddor      | 115    |
| 10. | Peter Judge       | 107    |

| Lp. | Zawodnik        | Punkty |
| --- | --------------- | ------ |
| 1.  | Nano Pourtier   | 141    |
| 2.  | Frank Beddor    | 140    |
| 3.  | Bill Keenan     | 124    |
| 4.  | Jean Dutruilh   | 121    |
| 4.  | Stefan Engström | 121    |
| 6.  | Bruce Bolesky   | 118    |
| 6.  | Philippe Deiber | 118    |
| 8.  | Mauro Mottini   | 113    |
| 9.  | George Baetz    | 100    |
| 9.  | Helmut Bauer    | 100    |

| Lp. | Zawodnik           | Punkty |
| --- | ------------------ | ------ |
| 1.  | Ian Edmondson      | 149    |
| 2.  | Hermann Reitberger | 147    |
| 3.  | Ernst Garhammer    | 137    |
| 4.  | Richard Schabl     | 132    |
| 5.  | Frank Beddor       | 131    |
| 6.  | Daniel Côté        | 127    |
| 7.  | Peter Judge        | 121    |
| 8.  | Bruce Bolesky      | 116    |
| 9.  | Jacques Poillion   | 108    |
| 10. | Alain LaRoche      | 94     |

| Lp. | Zawodnik       | Punkty |
| --- | -------------- | ------ |
| 1.  | Frank Beddor   | 90     |
| 2.  | Peter Judge    | 84     |
| 3.  | Bruce Bolesky  | 80     |
| 4.  | Alain LaRoche  | 72     |
| 5.  | Mike Nemesvary | 57     |
| 5.  | Jim Eddy       | 57     |
| 7.  | Paul Rosenberg | 55     |
| 8.  | Rick Bowie     | 54     |
| 9.  | Glen Eddy      | 51     |
| 10. | Jim Erbe       | 49     |

## Kobiety

### Kalendarz i wyniki
| Lp  | Data             | Miejsce          | Konkurencja | Zwyciężczyni         | 2. miejsce                     | 3. miejsce           |
| 1.  | 2 stycznia 1982  | Snowqualmie      | MO          | Hilary Engish        | Lucie Barma                    | Lisa Downing         |
| 2.  | 3 stycznia 1982  | Snowqualmie      | BA          | Jan Bucher           | Conny Kissling                 | Lucie Barma          |
| 3.  | 8 stycznia 1982  | Blackcomb        | MO          | Hilary Engish        | Jennifer Wilson                | Madeleine Uvhagen    |
| 4.  | 9 stycznia 1982  | Blackcomb        | BA          | Christine Rossi      | Lucie Barma                    | Brak danych          |
| 5.  | 10 stycznia 1982 | Blackcomb        | AE          | Marie-Claude Asselin | Hayley Wolff                   | Eveline Wirth        |
| 6.  | 10 stycznia 1982 | Blackcomb        | KB          | Marie-Claude Asselin | Hayley Wolff                   | Betsy Conroy         |
| 7.  | 16 stycznia 1982 | Calgary          | BA          | Christine Rossi      | Jan Bucher                     | Brak danych          |
| 8.  | 17 stycznia 1982 | Calgary          | AE          | Marie-Claude Asselin | Conny Kissling                 | Betsy Conroy         |
| 9.  | 22 stycznia 1982 | Angel Fire       | BA          | Jan Bucher           | Conny Kissling                 | Brak danych          |
| 10. | 23 stycznia 1982 | Angel Fire       | MO          | Christina Hornberger | Lisa Downing                   | Hilary Engish        |
| 11. | 26 stycznia 1982 | Poconos          | BA          | Jan Bucher           | Christine Rossi                | Lucie Barma          |
| 12. | 29 stycznia 1982 | Sugarbush        | MO          | Hilary Engish        | Marie-Claude Asselin           | Hayley Wolff         |
| 13. | 31 stycznia 1982 | Morin Heights    | AE          | Marie-Claude Asselin | Conny Kissling                 | Hayley Wolff         |
| 14. | 31 stycznia 1982 | Morin Heights    | KB          | Conny Kissling       | Hayley Wolff                   | Marie-Claude Asselin |
| 15. | 4 lutego 1982    | Mont-Sainte-Anne | MO          | Hilary Engish        | Christina Hornberg             | Lucie Barma          |
| 16. | 4 lutego 1982    | Mont-Sainte-Anne | KB          | Marie-Claude Asselin | Hayley Wolff                   | Conny Kissling       |
| 17. | 5 lutego 1982    | Mont-Sainte-Anne | MO          | Hilary Engish        | Lisa Downing                   | Erika Gallizzi       |
| 18. | 6 lutego 1982    | Mont-Sainte-Anne | BA          | Jan Bucher           | Christine Rossi                | Conny Kissling       |
| 19. | 7 lutego 1982    | Mont-Sainte-Anne | AE          | Marie-Claude Asselin | Maja Berg                      | Catherine Frarier    |
| 20. | 7 lutego 1982    | Mont-Sainte-Anne | KB          | Marie-Claude Asselin | Conny Kissling                 | Hayley Wolff         |
| 21. | 26 lutego 1982   | Sella Nevea      | MO          | Mary-Jo Tiampo       | Marie-Claude Asselin           | Lucie Barma          |
| 22. | 27 lutego 1982   | Sella Nevea      | BA          | Jan Bucher           | Lucie Barma                    | Karen Benker         |
| 23. | 28 lutego 1982   | Sella Nevea      | AE          | Marie-Claude Asselin | Brak danych                    | Annika Wignäs        |
| 24. | 28 lutego 1982   | Sella Nevea      | KB          | Marie-Claude Asselin | Catherine Frarier              | Hayley Wolff         |
| 25. | 5 marca 1982     | Adelboden        | MO          | Hilary Engish        | Christina Hornberg             | Hayley Wolff         |
| 26. | 6 marca 1982     | Adelboden        | BA          | Jan Bucher           | Conny Kissling                 | Christine Rossi      |
| 27. | 7 marca 1982     | Adelboden        | AE          | Marie-Claude Asselin | Maja Berg                      | Conny Kissling       |
| 28. | 7 marca 1982     | Adelboden        | KB          | Marie-Claude Asselin | Conny Kissling                 | Hayley Wolff         |
| 29. | 12 marca 1982    | Livigno          | AE          | Maja Berg            | Marie-Claude Asselin           | Conny Kissling       |
| 30. | 13 marca 1982    | Livigno          | BA          | Jan Bucher           | Brak danych                    | Lucie Barma          |
| 31. | 14 marca 1982    | Livigno          | MO          | Hilary Engish        | Mary-Jo Tiampo                 | Lucie Barma          |
| 32. | 14 marca 1982    | Livigno          | KB          | Eveline Wirth        | Marie-Claude Asselin           | Betsy Conroy         |
| 33. | 20 marca 1982    | Oberjoch         | BA          | Jan Bucher           | Conny Kissling Christine Rossi |                      |
| 34. | 21 marca 1982    | Oberjoch         | NO          | Hayley Wolff         | Hilary Engish                  | Erika Gallizzi       |
| 35. | 21 marca 1982    | Oberjoch         | AE          | Maja Berg            | Marie-Claude Asselin           | Brak danych          |
| 36. | 21 marca 1982    | Oberjoch         | KB          | Marie-Claude Asselin | Hayley Wolff                   | Conny Kissling       |
| 37. | 24 marca 1982    | Tignes           | MO          | Hilary Engish        | Lisa Downing                   | Lucie Barma          |
| 38. | 25 marca 1982    | Tignes           | BA          | Christine Rossi      | Jan Bucher                     | Conny Kissling       |
| 39. | 26 marca 1982    | Tignes           | AE          | Marie-Claude Asselin | Maja Berg                      | Catherine Frarier    |
| 40. | 26 marca 1982    | Tignes           | KB          | Marie-Claude Asselin | Catherine Frarier              | Conny Kissling       |

### Klasyfikacje
| Lp. | Zawodniczka          | Punkty |
| --- | -------------------- | ------ |
| 1.  | Marie-Claude Asselin | 127    |
| 2.  | Conny Kissling       | 99     |
| 3.  | Hayley Wolff         | 88     |
| 4.  | Lucie Barma          | 59     |
| 5.  | Jan Bucher           | 48     |
| 5.  | Hilary Engish        | 48     |
| 7.  | Christine Rossi      | 44     |
| 8.  | Catherine Frairer    | 42     |
| 9.  | Betsy Conroy         | 40     |
| 10. | Eveline Wirth        | 39     |

| Lp. | Zawodniczka          | Punkty |
| --- | -------------------- | ------ |
| 1.  | Marie-Claude Asselin | 48     |
| 2.  | Maja Berg            | 37     |
| 3.  | Conny Kissling       | 35     |
| 4.  | Hayley Wolff         | 33     |
| 5.  | Catherine Frairer    | 23     |
| 5.  | Annika Wignäs        | 23     |
| 7.  | Betsy Conroy         | 22     |
| 8.  | Eveline Wirth        | 20     |
| 9.  | Patricia Picard      | 18     |
| 10. | Susi Schmidl         | 13     |

| Lp. | Zawodniczka          | Punkty |
| --- | -------------------- | ------ |
| 1.  | Hilary Engish        | 48     |
| 2.  | Hayley Wolff         | 33     |
| 3.  | Lisa Downing         | 31     |
| 4.  | Mary-Jo Tiampo       | 30     |
| 5.  | Christina Hornberg   | 28     |
| 6.  | Marie-Claude Asselin | 27     |
| 7.  | Lucie Barma          | 24     |
| 7.  | Erika Gallizzi       | 24     |
| 9.  | Jennifer Wilson      | 12     |
| 10. | Beatrice Schmidt     | 9      |

| Lp. | Zawodniczka          | Punkty |
| --- | -------------------- | ------ |
| 1.  | Jan Bucher           | 48     |
| 2.  | Christine Rossi      | 44     |
| 3.  | Conny Kissling       | 38     |
| 4.  | Lucie Barma          | 35     |
| 5.  | Monika Fügmann       | 34     |
| 6.  | Marie-Claude Asselin | 22     |
| 7.  | Hedy Garhammer       | 17     |
| 8.  | Karen Benker         | 10     |
| 9.  | Patricia Picard      | 8      |
| 10. | Eveline Wirth        | 7      |

| Lp. | Zawodniczka          | Punkty |
| --- | -------------------- | ------ |
| 1.  | Marie-Claude Asselin | 30     |
| 2.  | Conny Kissling       | 23     |
| 3.  | Hayley Wolff         | 21     |
| 4.  | Catherine Frairer    | 12     |
| 5.  | Betsy Conroy         | 8      |
| 6.  | Eveline Wirth        | 7      |
| 6.  | Patricia Picard      | 7      |
| 8.  | Annika Wignäs        | 1      |
| 8.  | Diana Williams       | 1      |
| 8.  | Lisa Downing         | 1      |